# حمید یوسف
حمید یوسف (انگلیسی: Hameed Youssef؛ زاده ۱۰ اوت ۱۹۸۷) یک بازیکن فوتبال اهل کویت است. 
وی همچنین در تیم ملی فوتبال کویت بازی کرده‌است.